# Онлайн-офис
Онлайн-офис, онлайн-пакет офисных приложений или облачный пакет офисных приложений — набор веб-сервисов в форме программное обеспечение как услуга. Набор предоставляемых веб-служб обычно включает все основные возможности традиционных офисных пакетов, такие как текстовый редактор, электронные таблицы, приложение для создания презентаций, планировщики дел и даже аналоги СУБД.
Онлайн-офис может быть доступен с любого компьютера, у которого есть доступ в Интернет, независимо от того, какую операционную систему он использует. Это позволяет людям работать вместе из разных мест и в любое время суток (облачный офис), что ведёт к созданию международных виртуальных команд для совместной работы.
Обычно, базовые версии онлайн-офисов предлагаются бесплатно, а за версии с расширенными возможностями нужно платить небольшую абонентскую плату.

## Примеры
- Feng Office Community Edition
- Google Документы
- LibreOffice Online
- Microsoft Office Online
- Zimbra Collaboration Suite